# Збройні сили Лаосу
Збройні сили Лаосу або Народна армія Лаосу — військова організація Лаоської Народно-Демократичної Республіки, призначена для захисту свободи, незалежності та територіальної цілісності держави.

## Структура ЗС Лаосу
- Сухопутні сили (25,6 тис. осіб),
- Військово-повітряні сили (3,5 тис. осіб),
- ВМС (морська секція армії) (близько 600 осіб)
- Народне ополчення і сили самооборони (НОСО) (100 тис. осіб).

## Сухопутні сили
4 військові округи, 5 піхотних дивізій, 7 окремих піхотних і 3 інженерних полки (2 знаходяться в стадії формування), окремий танковий батальйон, 5 артилерійських і 9 зенітних артилерійських дивізіонів, 65 окремих піхотних рот, ланка легких літаків зв'язку.

## Озброєння
На озброєнні ЗС Лаосу знаходяться:
- 35 танків: (10 Т-34-85, 10 ПТ-76, 15 Т-55)
- 50 БТР:

30 БТР-40/60
20 БТР-152
- близько 70 гармат польової артилерії:

20 105-мм M101
20 122-мм Д-30/M-30
10 130-мм М-46
12 155-мм M114
- міномети калібрів 81, 82, 107 (M-1938/M-2A1) і 120 (M-43) мм
- Протитанкові засоби:

57-мм безвідкатні гармати M-18/A1
75-мм M-20
106-мм безвідкатні гармати М40
107-мм безвідкатні гармати Б-11
РПГ-7
- Зенітна артилерія:

23-мм ЗСУ-23-4
14,5-мм ЗПУ-1/ЗПУ-4
23-мм ЗУ-23-2
37-мм М-1939
57-мм С-60
- Корабельний склад:

більше 50 річкових катерів
4 десантні катери
На озброєнні ВПС Лаосу знаходиться наступна техніка та засоби ураження: (англ.)
| Тип   | Кількість |
| ----- | --------- |
| Ан-26 | 1         |
| МА 60 | 2         |
| Ка-32 | 2         |
| Мі-17 | 4         |
| Мі-26 | 1         |
| UH-1H | 4         |
| Z-9   | 4         |